# Le Gast
Pour les articles homonymes, voir Gast (homonymie).
Le Gast est une ancienne commune française, située dans le département du Calvados en région Normandie, peuplée de 166 habitants.

## Géographie
La commune est au sud-ouest du Bocage virois, au sud de la forêt de Saint-Sever. Son bourg est à 6 km au sud-ouest de Saint-Sever-Calvados, à 14 km au sud-est de Villedieu-les-Poêles et à 18 km à l'ouest de Vire.
Le bourg est traversé par la route départementale no 81 qui permet  de rejoindre Saint-Sever-Calvados au nord et Saint-Pois au sud. La D 301 partage une section commune avec la D 81 et  mène au nord-ouest à Fontenermont et au sud-est à Saint-Michel-de-Montjoie. Partant du bourg, la D 302 le relie à Champ-du-Boult à l'est. Les accès autoroutiers les plus proches (A84) sont ceux de Villedieu-les-Poêles (sorties 37 et 38).
Le Gast est majoritairement dans le bassin de la Sienne dont l'eau est pompée en aval de la retenue du Gast (barrage du Gast), qui délimite le territoire au nord et qui prend sa source sur la commune de Saint-Sever-Calvados voisine. Deux modestes affluents parcourent le territoire communal. La partie est et sud-est est bordée par le Glanon qui prend sa source au Hamel de Haut et appartient donc au bassin de la Sée.
Le point culminant (347/348 m) se situe à l'est, entre lieux-dits les Crières et le Hamel de Haut. La cote de 346 m est également atteinte par une colline voisine au sud. Le point le plus bas (202 m) correspond à la sortie de la Sienne du territoire, au nord-ouest. La commune est bocagère et forestière.
Le climat est océanique, comme dans tout l'Ouest de la France. La station météorologique la plus proche est Granville-Pointe du Roc, à 38 km. Le Bocage virois, et spécifiquement la petite région au sud de la forêt de Saint-Sever, s'en différencie toutefois pour la pluviométrie annuelle qui, au Gast, avoisine les 1 300 mm, valeur maximum pour la Basse-Normandie.
| Saint-Sever-Calvados            | Saint-Sever-Calvados            | Saint-Sever-Calvados              |
| Coulouvray-Boisbenâtre (Manche) | du Gast                         | Champ-du-Boult                    |
| Coulouvray-Boisbenâtre (Manche) | Coulouvray-Boisbenâtre (Manche) | Saint-Michel-de-Montjoie (Manche) |

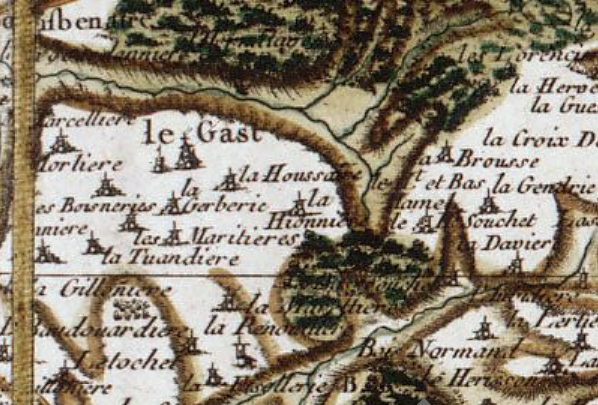
Carte de Cassini représentant la commune du Gast (entre 1761 et 1767).
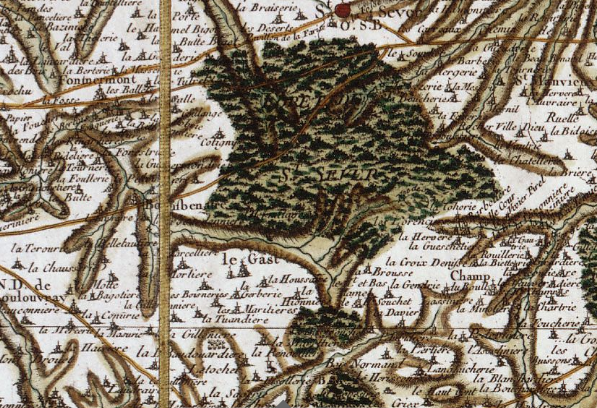
Carte de Cassini représentant la commune du Gast et les communes voisines (entre 1761 et 1767).

## Toponymie
Le nom de la localité est attesté sous les formes Guastum et Guastum Machabe en 1175 (Charte de Saint-André-en-Gouffern).
Le toponyme Le Gast procède de l'ancien français gast, issu du latin vastus, désignant un désert, une terre inculte (voir vaste, dévaster, issus directement du latin) et croisé avec le germanique wôsti « désert », d'où WASTU en gallo-roman, devenu wast dans les dialectes septentrionaux (puis vast en Normandie septentrionale vers le XIIe siècle) et gast dans les dialectes centraux. Même origine que le verbe gâter en français (anciennement gaster). Il se rencontre dans de nombreux toponymes du nord-ouest : Saint-Denis-le-Gast (Manche), Saint-Loup-du-Gast. Il est présent au nord de la ligne Joret, notamment en Cotentin, sous la forme vast : Le Vast, Hardinvast, Tollevast, Martinvast, Sottevast…
Le gentilé est Gatinais.

## Histoire
Sous l'Ancien Régime, la paroisse du Gast dépendait du diocèse de Coutances, de l’archidiaconé du Val de Vire et du doyenné de Montbray.
En 1790, durant la période révolutionnaire, Le Gast appartient au canton de Saint-Sever-Calvados, district de Vire, département du Calvados.

## Politique et administration
| Période                                  | Période       | Identité         | Étiquette | Qualité                                                 |
| ---------------------------------------- | ------------- | ---------------- | --------- | ------------------------------------------------------- |
| Les données manquantes sont à compléter. |               |                  |           |                                                         |
| -                                        | juin 1995     | Georges Godefroy |           |                                                         |
| juin 1995                                | mars 2008     | Rémi Benoist     | SE        | Agriculteur                                             |
| mars 2008                                | juillet 2014  | Yves Rondel      | DVD       | Inspecteur de l'Éducation nationale, conseiller général |
| octobre 2014                             | décembre 2016 | Reine Eude       | DVG       | Enseignante retraitée                                   |

Le conseil municipal était composé de onze membres dont le maire et deux adjoints.

## Démographie
L'évolution du nombre d'habitants est connue à travers les recensements de la population effectués dans la commune depuis 1793. À partir du 1er janvier 2009, les populations légales des communes sont publiées annuellement dans le cadre d'un recensement qui repose désormais sur une collecte d'information annuelle, concernant successivement tous les territoires communaux au cours d'une période de cinq ans. 
Pour les communes de moins de 10 000 habitants, une enquête de recensement portant sur toute la population est réalisée tous les cinq ans, les populations légales des années intermédiaires étant quant à elles estimées par interpolation ou extrapolation. Pour la commune, le premier recensement exhaustif entrant dans le cadre du nouveau dispositif a été réalisé en 2006,.
En 2021, la commune comptait 166 habitants, en évolution de −15,31 % par rapport à 2015 (Calvados : +1,58 %, France hors Mayotte : +2,49 %).
Le Gast a compté jusqu'à 1 013 habitants en 1836.
| 1793 | 1800 | 1806 | 1821 | 1831 | 1836  | 1841 | 1846 | 1851 |
| ---- | ---- | ---- | ---- | ---- | ----- | ---- | ---- | ---- |
| 957  | 809  | 976  | 983  | 979  | 1 013 | 993  | 986  | 960  |

| 1856 | 1861 | 1866 | 1872 | 1876 | 1881 | 1886 | 1891 | 1896 |
| ---- | ---- | ---- | ---- | ---- | ---- | ---- | ---- | ---- |
| 860  | 839  | 889  | 878  | 882  | 840  | 806  | 725  | 748  |

| 1901 | 1906 | 1911 | 1921 | 1926 | 1931 | 1936 | 1946 | 1954 |
| ---- | ---- | ---- | ---- | ---- | ---- | ---- | ---- | ---- |
| 723  | 676  | 677  | 566  | 644  | 700  | 766  | 603  | 623  |

| 1962 | 1968 | 1975 | 1982 | 1990 | 1999 | 2006 | 2011 | 2016 |
| ---- | ---- | ---- | ---- | ---- | ---- | ---- | ---- | ---- |
| 529  | 473  | 417  | 311  | 252  | 255  | 253  | 223  | 185  |

| 2019 | - | - | - | - | - | - | - | - |
| ---- | - | - | - | - | - | - | - | - |
| 168  | - | - | - | - | - | - | - | - |

## Ressources et productions
La région du Gast est réputée pour son granite (granite bleu) qui sert de matériaux à beaucoup de constructions de la région (églises, habitations…). Autrefois, la majorité des habitants du Gast travaillait dans les carrières de granite à proximité ou sur le territoire de la commune. Aujourd'hui, il ne subsiste plus qu'une seule carrière importante en activité sur la commune de Saint-Michel-de-Montjoie (il existe toujours de nombreuses autres petites carrières).
L'activité principale du Gast est l'agriculture (élevage).

## Monuments et sites remarquables

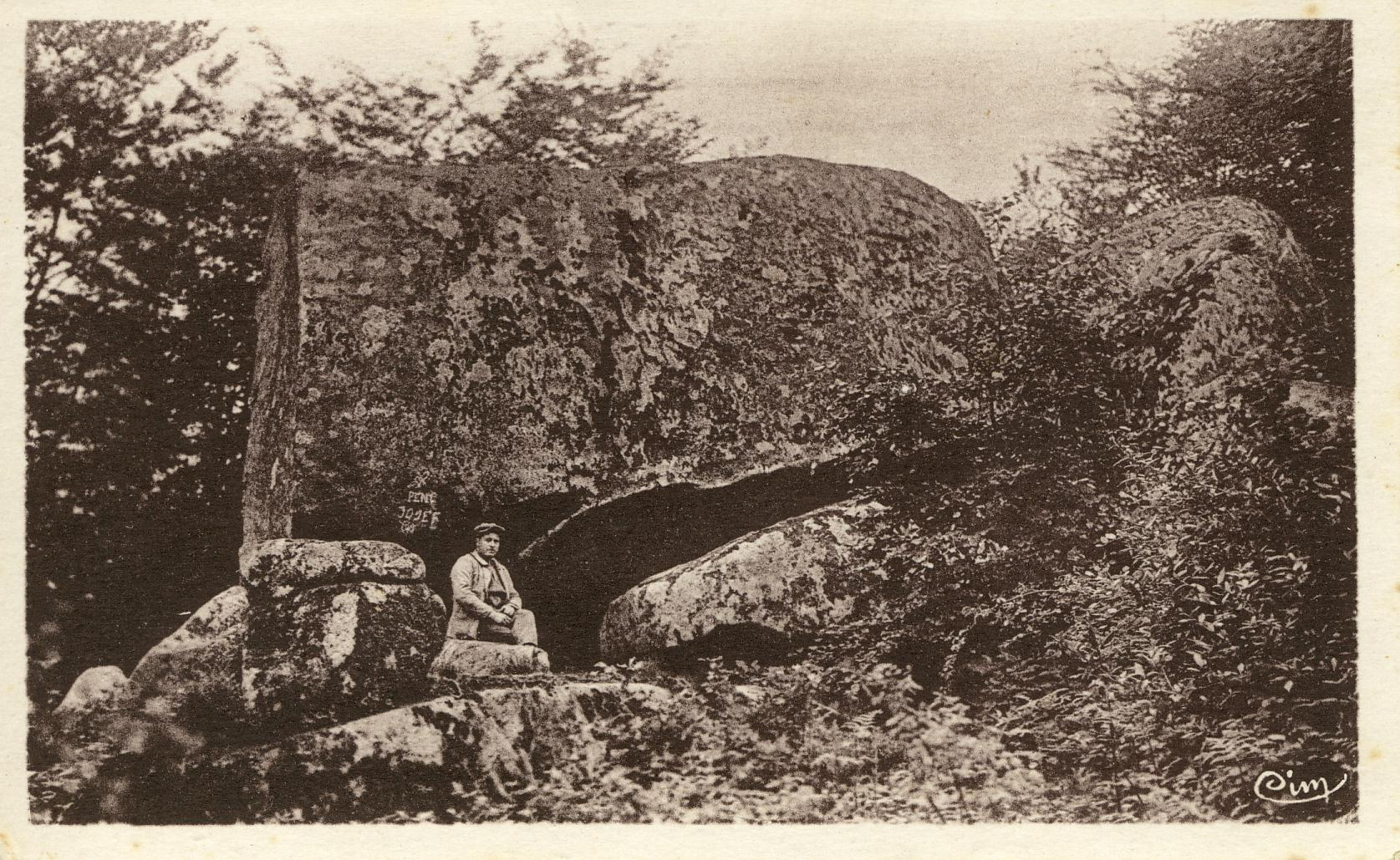
Ancienne carte postale du site de la Pierre coupée.

L'église Saint-Jean-Baptiste est de style roman. Elle abrite un autel et un baldaquin du XVIIe siècle[réf. nécessaire], un retable avec un bas-relief représentant la Sainte Famille du XVIIe siècle et un évêque-reliquaire en pierre du XVe / XVIe siècle.
La commune du Gast se situe à proximité de la forêt domaniale de Saint-Sever, dont une partie s'étend sur le territoire de la commune (les bois présents sur la commune du Gast appartiennent pour la plupart à des propriétaires privés).
Le village abrite également dans la forêt un dolmen à la forme particulière sur le site dit de la Pierre Coupée ou Pierre couplée.

La pierre du Gast, un granite bleu brisé de 300 tonnes, serait le plus lourd des dolmens du néolithique (vers -2500).  Cependant, il n'est pas prouvé qu'il s'agisse réellement d'un dolmen (c'est-à-dire issu d'une activité humaine), car il semble plus vraisemblable qu'il ait été façonné par l'érosion.

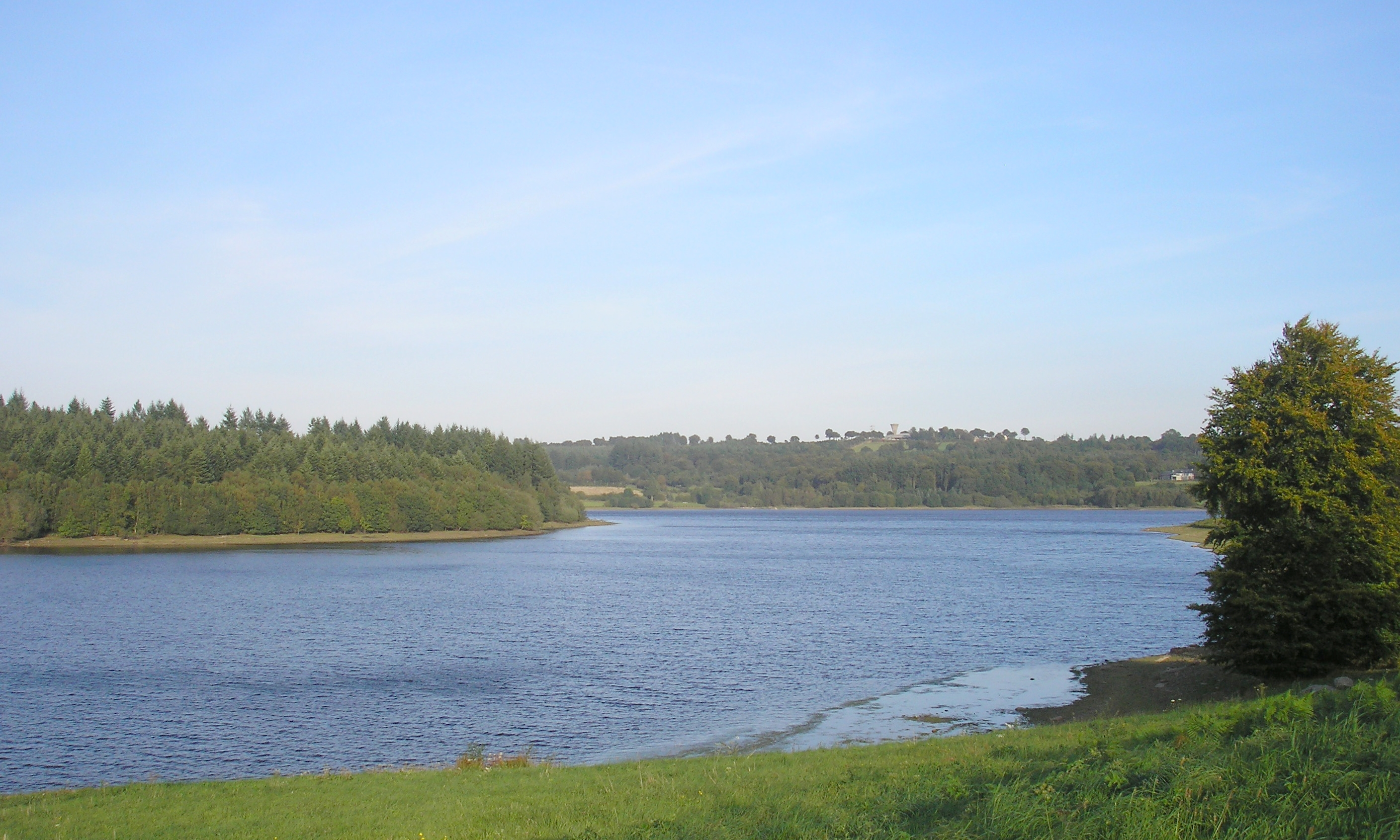
La retenue d'eau.

En raison de la construction d'un barrage dans le lit de la Sienne (à cet endroit petit ruisseau) en lisière de la forêt domaniale de Saint-Sever, la commune du Gast dispose d'une retenue d'eau abritant une petite réserve ornithologique. Les espèces d'oiseaux visibles sont le fuligule milouin, le grèbe castagneux, le grand cormoran, le héron cendré, la foulque macroule, la Gallinule poule d'eau, le fuligule morillon, la bécassine des marais, le grèbe huppé, la sarcelle d'hiver, le chevalier guignette et le canard colvert.